# Obszar Chronionego Krajobrazu Rynny Jezior Byszewskich

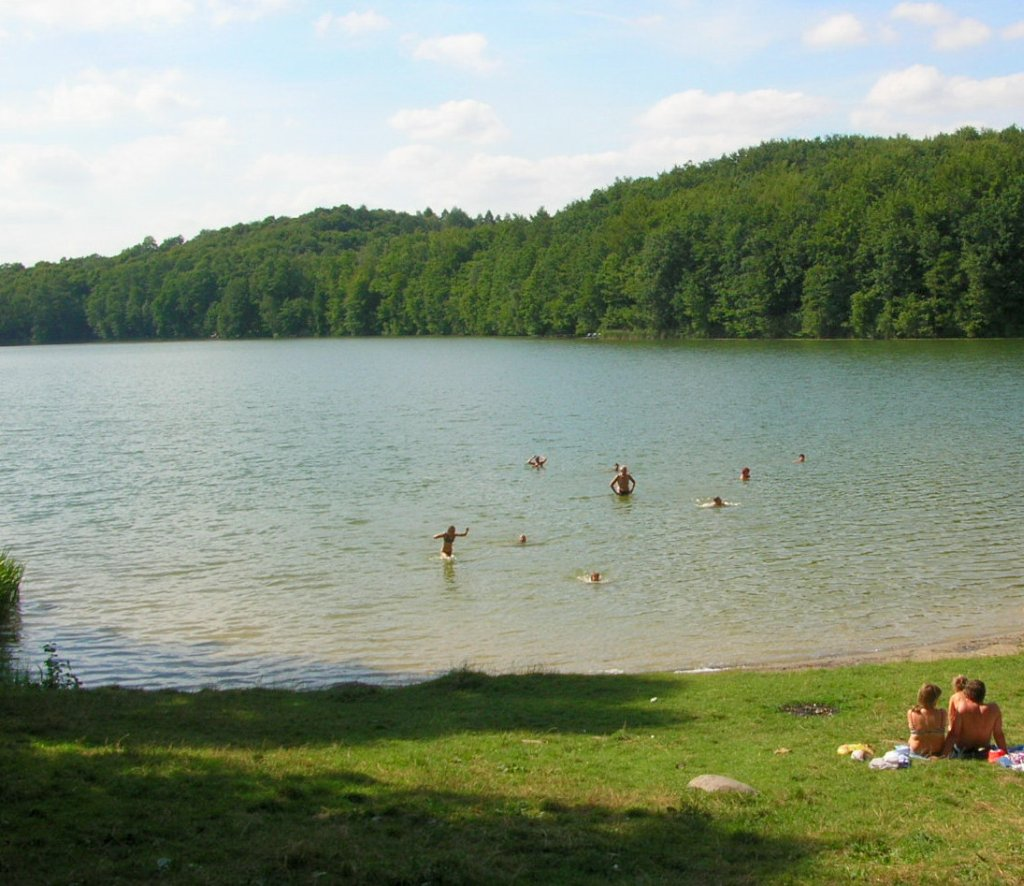
Jezioro Salno

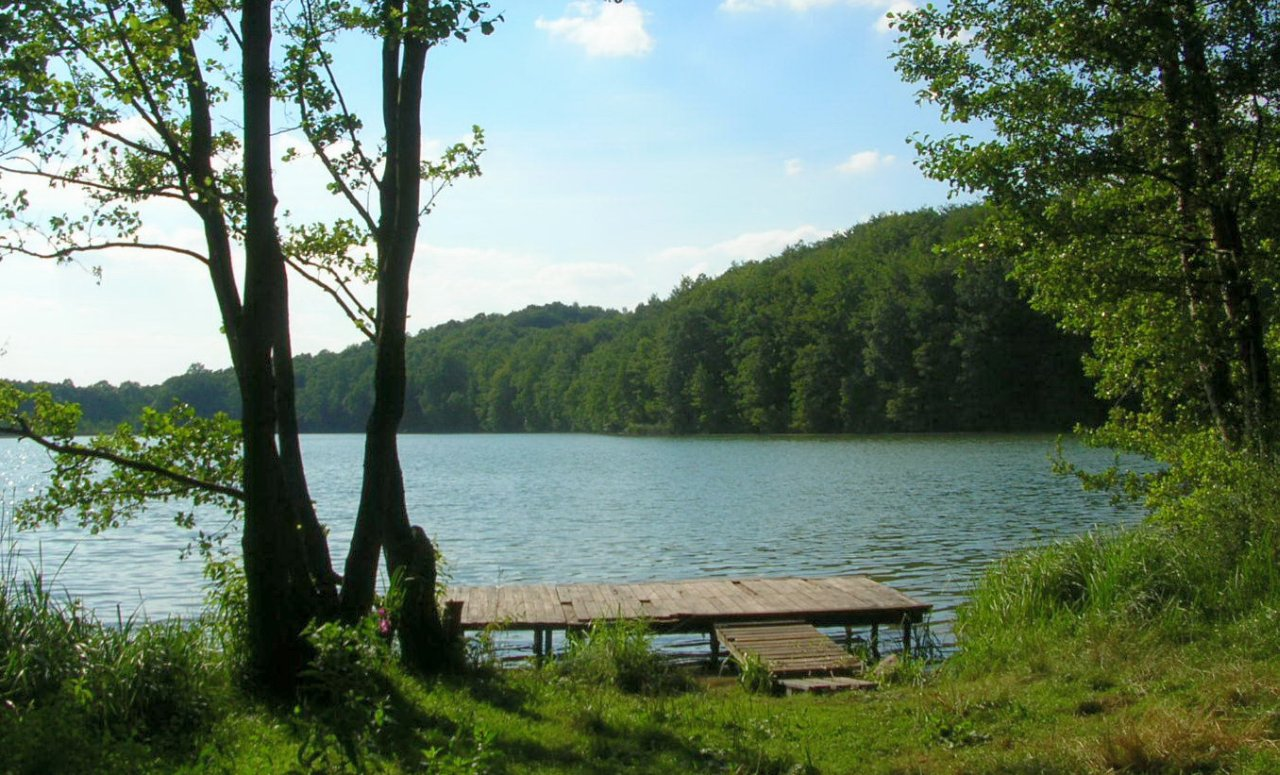
Pomost dla wędkarzy

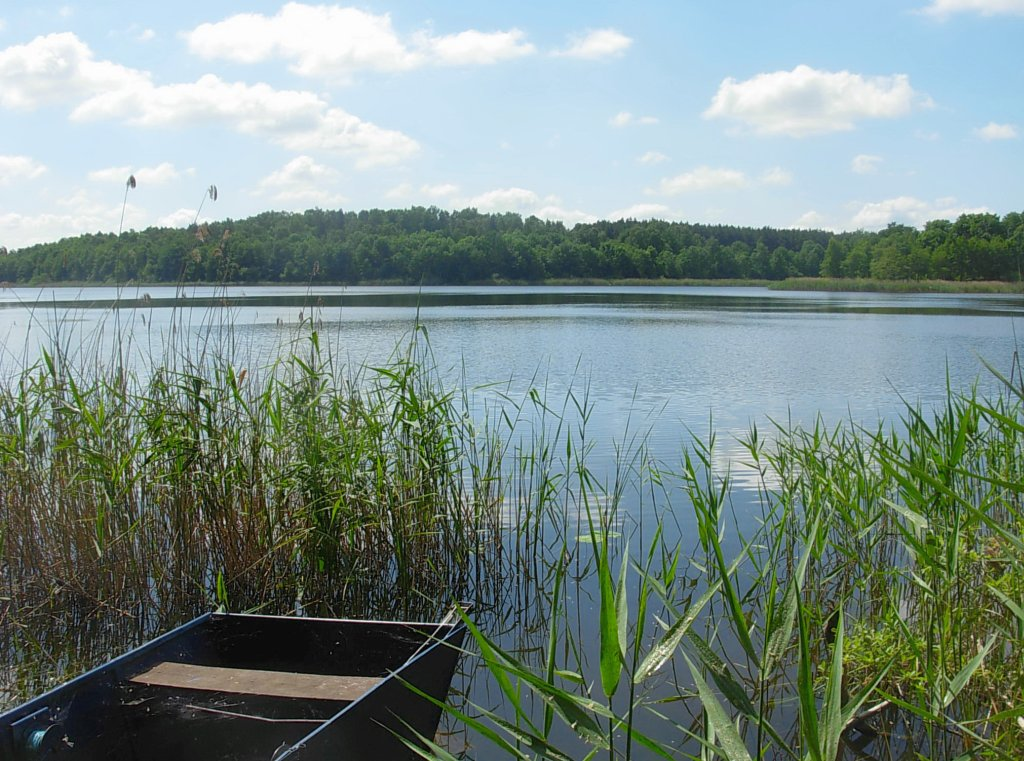
Jezioro Słupowskie

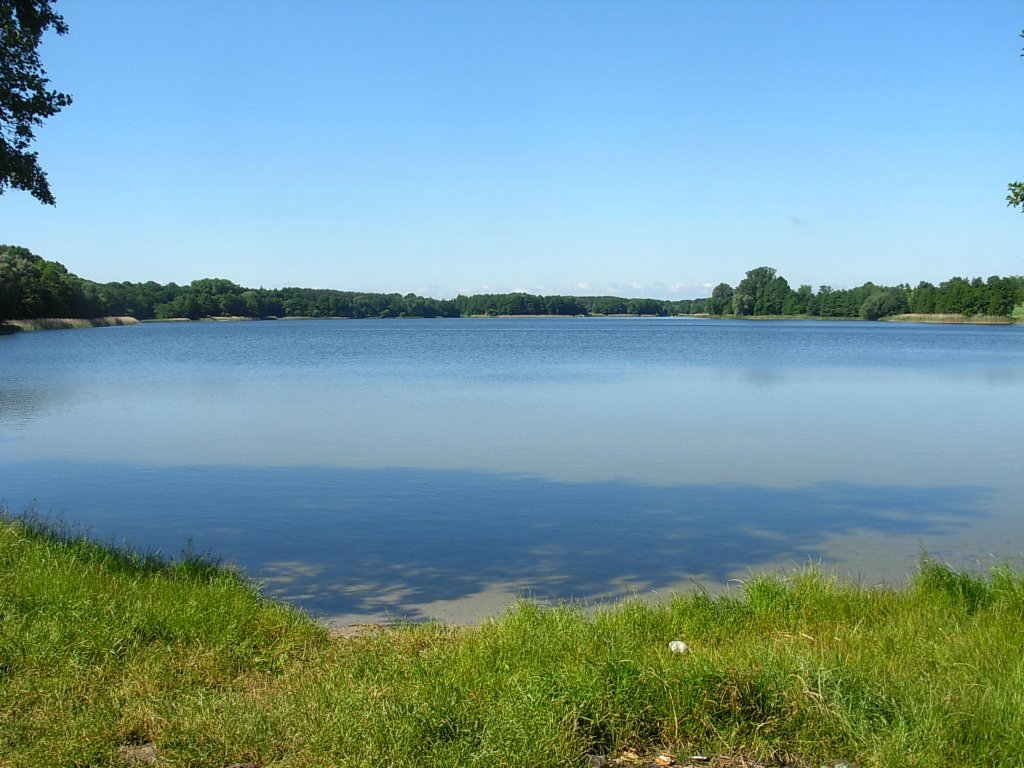
Jezioro Wierzchucińskie Duże

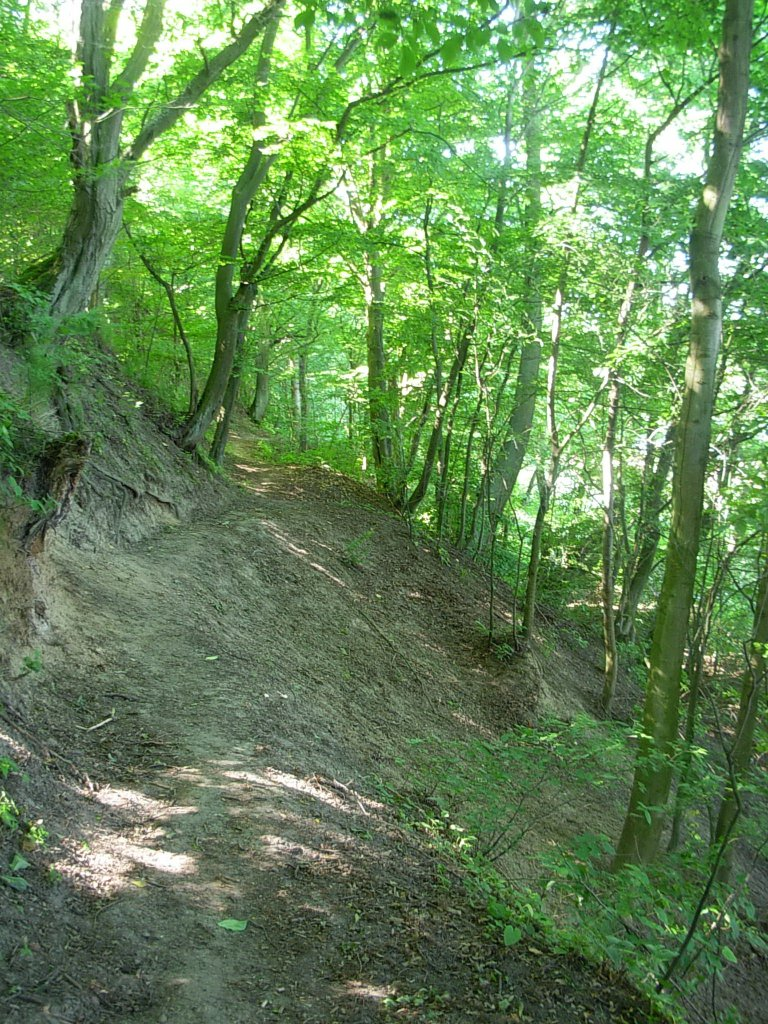
Zbocze rynny byszewskiej, przy jeziorze Wierzchucińskiem Dużym

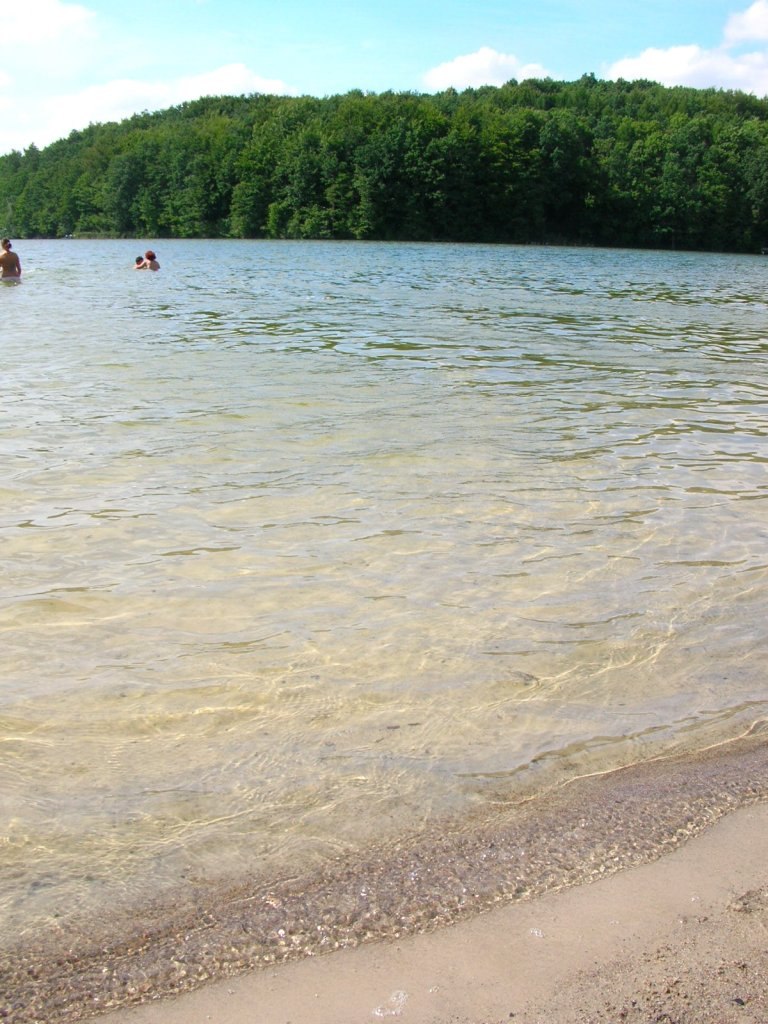
Czyste wody jezior rynny byszewskiej

Obszar Chronionego Krajobrazu Rynny Jezior Byszewskich – obszar chronionego krajobrazu położony w północno-zachodniej części województwa kujawsko-pomorskiego.

## Lokalizacja
Obszar Chronionego Krajobrazu Rynny Jezior Byszewskich zajmuje powierzchnię 16,8 km². W większości znajduje się na terenie gminy Koronowo (w największym zbliżeniu ok. 4 km na zachód od Koronowa), jego część południowa leży w gminie Sicienko, a niewielki południowo-zachodni fragment w gminie Mrocza.

## Morfologia
Pod względem fizyczno-geograficznym Obszar jest położony na obszarze mezoregionu Pojezierza Krajeńskiego (314.69). Jedynie jego część północno-wschodnia, łącząca się z Obszarem Chronionego Krajobrazu Zalewu Koronowskiego, leży w obrębie Doliny Brdy (314.72).
Rynna Byszewska znajduje się na dwóch genetycznie różnych obszarach:
- w części północnej na sandrze Brdy, głębokość rynny 20–25 m;
- w części południowej na wysoczyźnie morenowej Pojezierza Krajeńskiego, głębokość do 50 m.

Powierzchnia sandru Brdy na granicy z Pojezierzem zalega 20–24 m niżej niż wysoczyzna morenowa. Powoduje to, że odcinek sandrowy rynny jest 20 m płytszy od wysoczyznowego i trzykrotnie od niego węższy. Dolna część rynny byszewskiej, zakonserwowana w epoce lodowcowej przez lód zimowy, przypomina krętą rzekę subglacjalną, natomiast jej część górna (na wysoczyźnie morenowej) ma prostolinijny przebieg i szerokość dochodzącą do 2 km.

## Charakterystyka
Obszar krajobrazu chronionego obejmuje ciąg polodowcowych jezior rynnowych, połączonych rzeką Krówką. Przepływ wód następuje z południa na północ. Na północnym wschodzie łańcuch jezior łączy się z Zalewem Koronowskim, przez który przepływa rzeka Brda. Szerokość chronionego obszaru mieści się w granicach morfologicznych rynny jeziornej.
Na całkowitą powierzchnię Obszaru Chronionego Krajobrazu składają się:
- lasy: 4,0 km²,
- wody: 3,3 km² (19% obszaru),
- tereny pozostałe, przeważnie rolne: 10,7 km².

Począwszy od północy, jeziora posiadają następujące nazwy:
1. Stoczek,
2. Piaseczno,
3. Krzywe,
4. Płotwickie,
5. Kadzionka,
6. Staw Młyński,
7. Tobolno Duże,
8. Tobolno Małe (Bukowe),
9. Piekło,
10. Długie,
11. Krosna,
12. Studzienne,
13. Wierzchucińskie Małe,
14. Wierzchucińskie Duże,
15. Słupowskie.

W okolicy wsi: Więzowno i Salno występuje druga rynna jeziorna, oddalona 1,5 km na wschód i połączona z rynną byszewską w miejscowości Byszewo. Znajduje się w niej pięć jezior, które również włączono do strefy krajobrazu chronionego: 
1. Żabno,
2. Kamienne,
3. Salno,
4. Stryjewo,
5. Proboszczowskie.

Wszystkie jeziora są wąskie, wydłużone, głębokie, o wysokich brzegach i dobrej jakości wód.
Akweny położone w północnej części rynny, wkomponowane są w kompleks leśny okalający Zalew Koronowski. Natomiast obiekty w południowej części rynny jeziornej otoczone są zadrzewieniami ze skupiskami dębów, grabów, buków i wiązów.
Największym akwenem jest Jezioro Słupowskie o powierzchni 119,9 ha i głębokości maksymalnej 34,4 m, położone na południowym krańcu całego ciągu jezior. Wokół tego jeziora, jak również jezior: Wierzchucińskiego Dużego (49,2 ha, głębokość 25 m) i Wierzchucińskiego Małego (52,3 ha, głębokość 12,7 m) rozciągają się tereny rekreacyjne z ogrodami działkowymi i zabudową letniskową.

### Historia
W starych dokumentach jeziora ciągu rynny byszewskiej noszą wspólną nazwę Plitwica. Stąd wniosek, że niegdyś stanowiły jedną rynnę odpływową wyżłobioną przez wody lodowcowe. Na skutek obniżenia się poziomu wód rynna z czasem uległa podziałowi tworząc łańcuch złożony z kilkunastu jezior, ciągnących się na przestrzeni 27 km. Plitwica z uwagi na ukształtowanie terenu była chętnie wykorzystywana jako naturalna granica okręgów administracyjno-politycznych. Od XIII wieku była to północno-zachodnia granica kasztelanii bydgoskiej, a od wieku XIV – także starostwa oraz granicą Kujaw (województwo inowrocławskie, powiat bydgoski) z Krajną (województwo kaliskie, powiat nakielski). Tuż przed wybuchem II wojny światowej na linii jezior wybudowano natomiast system betonowych bunkrów, które stanowiły jeden z elementów obrony Bydgoszczy przed atakiem Niemców od zachodu (tzw przedmoście bydgoskie).

### Szlak kajakowy
Uroki turystyczne rynny jezior byszewskich dostrzeżono już w okresie międzywojennym. Natomiast w 1955 r. Zygmunt Wrześniowski – autor przewodnika pt. Kajakiem po wodach Pomorza Zachodniego pisał, że jeziora byszewskie tworzą jeden z piękniejszych zakątków w południowo-wschodniej części Pomorza. Jednak ze względu na daleko posunięty proces zarastania trzciną strugi między jeziorami, nie stanowiła ona w tym czasie szlaku kajakowego. W latach 60. XX w., po budowie Zbiornika Koronowskiego, poziom wody w jeziorach w północnej części rynny uległ podwyższeniu, co umożliwiło ich wykorzystanie w turystyce wodnej. W części południowej przepłynięcie kajakiem strug między jeziorami nadal jest dosyć trudne. Bez wysiadania z kajaka poradzą sobie tylko właściciele jedynek i to kajaków górskich.

### Ciekawostki krajoznawcze
Rynna jezior byszewskich ciągnie się przez malownicze obszary na wschodnim pograniczu etnograficznej Krajny. Najważniejszą miejscowością turystyczną jest Byszewo, z pocysterską świątynią pw. Św. Trójcy i Sanktuarium Matki Bożej Królowej Krajny.
Ciekawe miejsca na obszarze rynny jezior byszewskich:
| Miejscowość  | Odl. od Zalewu Koronowskiego [ km ] | Uwagi |
| Krówka       | 2,5                                 | Śródleśna osada letniskowa u północnego krańca jeziora Stoczek. Do Zalewu Koronowskiego prowadzi rozszerzająca się zatoka |
| Kadzionka    | 6,0                                 | Wieś letniskowa u południowego krańca jeziora Piaseczno. Mieści m.in. ośrodek wypoczynkowy bydgoskich zakładów „Belma”. |
| Buszkowo     | 9,5                                 | Nad strugą stoi Grzmotny Młyn z początku XIX w. (nieaktywny) oraz ogromny wiadukt kolejowy z 1940 r. – wybudowany w miejscu wiaduktu z 1909 roku, który w wyniku działań zbrojnych w 1939 r. został zburzony. Pod nim biegnie droga krajowa nr 25. 10 lipca 1969 r. na ostrym zakręcie w Buszkowie zginął znany aktor Bogumił Kobiela, zaś w latach 80. XX w. poważne rany odniósł Krzysztof Krawczyk. |
| Byszewo      | 16,5                                | Wieś, założona przez cystersów w 1253 r., położona na przesmyku między jeziorami: Studziennym i Długim. Mieści zabytkową świątynię z cudownym obrazem Matki Boskiej Byszewskiej, zwanej też Królową Krajny. |
| Wierzchucice | 21,5                                | Murowany budynek młyna z przełomu XIX i XX wieku na przesmyku pomiędzy jeziorami: Wierzchucińskim Dużym i Małym. |
| Prosperowo   | 23,5                                | Most i nasyp, którymi przez dolinę Jezior Byszewskich przeprawiała się kolej wąskotorowa (zbud. 1895 r., obecnie nieczynna). Położony między Jeziorem Słupowskim a Wierzchucińskim Dużym. |
| Słupowo      | 27,0                                | Zespół dworski i park (799 drzew) z drugiej połowy XIX w. oraz gorzelnia i przepust z 1895 r. nad Jeziorem Słupowskim. W toni jeziora spoczywa zestrzelony we wrześniu 1939 r. przez wojsko polskie niemiecki myśliwiec oraz radziecki czołg T-34 z końca wojny. |

## Ograniczenia środowiskowe
Na Obszarze Chronionego Krajobrazu Rynny Jezior Byszewskich obowiązują typowe ograniczenia i zalecenia, ze szczególnym zaakcentowaniem ochrony morfologii terenu (krawędź rynny) oraz wód jezior. Wskazana jest zieleń izolacyjno-krajobrazowa, na pograniczu strefy degradacji zboczy, przeciwdziałająca erozji oraz ograniczająca spływ związków chemicznych do akwenów.

## Szlaki turystyczne
Wzdłuż jezior byszewskich przebiega  pieszy szlak turystyczny „Jeziora Koronowskiego”, który uznawany jest za jedną z najciekawszych tras turystycznych na północ od Bydgoszczy (obok  szlaku „Brdy” i  „Leona Wyczółkowskiego”).